# Jean-Phinée-Suzanne de Luppé
Pour les articles homonymes, voir Luppé.
Jean-Phinée-Suzanne de Luppé de Taybosc est un homme politique français né le 7 décembre 1749 à Taybosc (Gers) et décédé le 21 juin 1831 à Fleurance.
Issu d'une vieille famille de Gascogne, chevalier de Saint-Louis, il est député de la noblesse aux États généraux de 1789 pour la sénéchaussée d'Auch. Il siège à droite et soutient l'Ancien Régime. Son petit-fils Iréne de Luppé,  est député de Lot-et-Garonne de 1848 à 1851.